# Hosjö
Hojsö (IPA: /'huːɧø/) è un sobborgo, frazione del comune di Falun (Svezia). Hojsö forma la grande parte est della città ed è composta  principalmente da villette e appartamenti.